# Zucchero - Sugar Fornaciari
 Zucchero - Sugar Fornaciari è un documentario del 2023 diretto da Valentina Zanella e Giangiacomo De Stefano, incentrato sulla figura del musicista italiano Zucchero Fornaciari, realizzato attraverso le interviste a cantanti, musicisti, produttori e amici che hanno lavorato con lui o che lo hanno conosciuto durante la sua carriera.

## Trama
Il film documentario, realizzato con il contributo della Regione Emilia-Romagna, presenta alcuni episodi relativi alla vita e alle principali tappe della carriera di Zucchero attraverso le sue parole e quelle di colleghi e amici. Vengono mostrati alcuni contenuti inediti provenienti dagli archivi privati di Zucchero o dal World Wild Tour, e altri già pubblicati, come ad esempio parti del concerto dell'Avana del 2012.

## Colonna sonora
In concomitanza con il primo giorno di proiezione, è stata pubblicata, in versione digitale, la colonna sonora del film, contenente i brani di Zucchero presenti all'interno del film.
ZUCCHERO - Sugar Fornaciari (Official Documentary Soundtrack)
Tracce
1. Diavolo in me – 4:03
2. Overdose (d'amore) – 5:21
3. Hey Man – 4:30
4. Diamante – 5:49
5. Nuvola – 3:03
6. Donne – 3:35
7. Il volo – 5:30
8. Soul Mama – 3:30
9. Baila – 4:05
10. Solo una sana e consapevole libidine salva il giovane dallo stress e dall'Azione Cattolica – 4:52
11. Rispetto – 5:05
12. Nice (Nietzsche) che dice – 3:19
13. Il mare impetuoso al tramonto salì sulla Luna e dietro una tendina di stelle... – 3:56
14. Madre dolcissima – 7:17
15. I frati – 3:35
16. Miserere – 4:50
17. Il suono della domenica – 3:36
18. September (feat. Sting) – 3:26

## Promozione
Il trailer del film è stato diffuso da Adler Entertainment il 28 settembre 2023. Zucchero è stato presente ad alcune delle proiezioni in sala nei giorni successivi, tra cui quella del 25 ottobre a Reggio Emilia, durante la quale gli è stata conferita la cittadinanza onoraria della città. Nel marzo 2024 il film ha partecipato alla rassegna LA, Italia - On Stage nell'ambito del Los Angeles Italia Festival.

## Distribuzione
Presentato in anteprima il 21 ottobre 2023 alla Festa del Cinema di Roma 2023, è uscito al cinema dal 23 al 25 ottobre 2023. Dal 6 febbraio 2024 è stato distribuito su TIMvision. Dal 25 settembre 2024 è stato distribuito su Prime Video, Apple TV e Google Play per il mercato inglese e nord americano, e dal 26 settembre è uscito nei cinema tedeschi. Dal 1º febbraio 2025 il film è stato distribuito anche sul mercato italiano di Prime Video.

## Incassi
Il film ha esordito in terza posizione al botteghino italiano di lunedì 23 ottobre 2023, venendo visto da 20 571 spettatori e totalizzando 209313 € nei tre giorni di proiezione.